# 5154 Леонов
5154 Леонов (5154 Leonov) — астероїд головного поясу, відкритий 8 жовтня 1969 року.
Тіссеранів параметр щодо Юпітера — 3,218.